# Onyx Grand Prix
Onyx Grand Prix, Onyx Race Engineering, Monteverdi – nieistniejący brytyjski (od Grand Prix Niemiec 1990 szwajcarski) zespół i konstruktor wyścigowy, uczestniczący w mistrzostwach świata Formuły 1 w sezonach 1989–1990. Ekipa została założona w 1978 roku przez Mike’a Earle’a i Grega Fielda. Zanim zespół wystartował w najwyższej serii wyścigowej, w sezonach 1979–1981 i 1983–1984 uczestniczył w Formule 2, następnie w latach 1985–1988 w Formule 3000, następcy Formuły 2.
Ekipa w siedemnastu wyścigach Formuły 1, do których się zakwalifikowała, uzyskała sześć punktów – wszystkie zdobyte przez Stefana Johanssona w sezonie 1989. Szwed zapewnił też zespołowi pierwsze i jedyne podium, zajmując trzecie miejsce podczas Grand Prix Portugalii 1989.
Onyx od początku istnienia był kierowany przez Earle’a i Fielda. Po tragicznym wypadku Riccardo Palettiego podczas Grand Prix Kanady 1982, Field sprzedał swoje udziały Jo Chamberlainowi. We wrześniu 1988 udziały zostały wykupione przez Paula Shakespare'a, a następnie sprzedane Jean-Pierre'owi Van Rossemowi. W lutym 1990 właścicielem zespołu została firma Middlebridge Group, a później szwajcarskie konsorcjum, do którego wchodzili Peter Monteverdi (właściciel firmy Monteverdi), Karl Foitek (ojciec Gregora Foitka) i Bruno Frei (dystrybutor samochodów Ferrari w Szwajcarii).
W wyniku problemów finansowych, zespół został rozwiązany po wyścigu o Grand Prix Węgier 1990.

## Historia

### Początki
Zespół Onyx Race Engineering został założony w 1978 roku, jako wynik partnerstwa między Mikiem Earle’em a Gregiem Fieldem. Przez kilka lat Earle zbierał doświadczenie jako menadżer – w latach 60. kierował ekipą Church Farm Racing, z którą startował w Formule 2, Formule 3 i Formule 5000, a następnie, wraz z Fieldem i Davidem Purleyem, współpracował w prowadzeniu zespołu LEC, który startował w Formule Atlantic, Formule 2, Europejskiej Formule 5000 i sporadycznie w wyścigach Formuły 1. Zespół został rozwiązany po wypadku Purleya podczas kwalifikacji do Grand Prix Wielkiej Brytanii 1977.
W 1979 ekipa rozpoczęła udział w Europejskiej Formule 2, używając nadwozia własnej konstrukcji, jaką był Pilbeam MP42 z silnikiem Hart. Ich kierowcą był Patrick Nève, kierowca Williamsa w 1977 i tester samochodu ekipy Kauhsen rok później. Debiutancki rok nie był pomyślny dla ekipy – Onyx wziął udział tylko w pierwszych czterech wyścigach, a po rundzie na torze Nürburgring zaprzestał dalszego udziału. Nève nie znalazł się w klasyfikacji, gdyż nie ukończył wyścigów.
W sezonach 1980–1981 zespół korzystał z nadwozi dostarczanych przez March. Reprezentantem zespołu najpierw był Johnny Cecotto, którego następnie zastąpił Riccardo Paletti. W trzecim sezonie startów, włoski kierowca dwukrotnie stanął na podium, łącznie punktując trzykrotnie. W klasyfikacji mistrzostw Włoch uplasował się na dziesiątej pozycji z 11 punktami na koncie. Po sezonie Paletti, wraz z Pioneerem dołączył do ekipy Osella na sezon 1982.
W 1982 nastąpił pierwszy kontakt ekipy Onyx z Formułą 1 – zespół zgłosił się do pięciu wyścigów, a ich kierowcą został Emilio de Villota. Hiszpan jednak nie zakwalifikował się do nich – niezrażony tym niepowodzeniem zespół ogłosił, że planuje starty w Formule 1 od sezonu 1983 w samochodzie własnej konstrukcji, a ich kierowcą będzie Riccardo Paletti. Plany te zostały przekreślone wypadkiem włoskiego kierowcy podczas Grand Prix Kanady 1982, w którym poniósł on śmierć.
Po tym wypadku, Greg Field postanowił sprzedać swoje udziały Jo Chamberlainowi. Ekipa znalazła się w trudnej sytuacji, jednak otrzymała pomoc od Robina Herda, współzałożyciela Marcha, dzięki czemu na sezon 1983 Onyx wrócił do Formuły 2. Jego kierowcami zostali Beppe Gabbiani, Christian Danner i Thierry Tassin, którego następnie zastąpili Patrick Nève i Dave Scott. W pierwszych pięciu wyścigach sezonu Gabbiani wygrał czterokrotnie, dzięki czemu w końcowej klasyfikacji zajął trzecią pozycję, za Jonathanem Palmerem i Mikiem Thackwellem. W sezonie 1984 w zespole jeździli Thierry Tassin (którego na torze Autodromo di Pergusa zastąpił Gabbiani), Emanuele Pirro i Pierre Petit, których wspierał Derek Bell na Brands Hatch. Najlepszymi kierowcami zespołu byli Tassin i Pirro, którzy zapewnili zespołowi drugie miejsca (Belg na Hockenheimring, Włoch na Donington Park). Obaj zdobyli 18 punktów, jednak ze względu na więcej ukończonych wyścigów wyżej w klasyfikacji, bo na szóstym miejscu, znalazł się włoski kierowca.
W następnym roku, Europejska Formuła 2 została przekształcona w Międzynarodową Formułę 3000. W pierwszym sezonie kierowcami byli Emanuele Pirro, Johnny Dumfries i Mario Hytten. Włoch czterokrotnie stanął na podium, w tym dwa razy zwyciężył kończąc sezon na trzecim miejscu. Hytten był dziesiąty z ośmioma punktami na koncie, natomiast Dumfries z jednym punktem zajął szesnaste miejsce.
Następny sezon był lepszy – Pirro wywalczył tytuł wicemistrzowski, stając na podium trzykrotnie, w tym dwukrotnie na jego najwyższym stopniu. W klasyfikacji Włoch przegrał ze swoim rodakiem, Ivanem Capellim o dziewięć punktów. Pozostali kierowcy, Cary Bren, John Jones, Russell Spence i Wayne Taylor łącznie w całym sezonie uzbierali 1,5 punktu – spośród tej czwórki, jedynie Jones i Spence zdobywali punkty dla zespołu – w klasyfikacji kierowcy znaleźli się odpowiednio na 21. i 23. miejscu.
W sezonie 1987, reprezentantami zespołu byli Stefano Modena i Pierre-Henri Raphanel. Był to najlepszy sezon w historii zespołu – Modena stanął czterokrotnie na podium, w tym trzykrotnie zwyciężając, i cały sezon ukończył zdobyciem tytułu mistrzowskiego, z przewagą ośmiu punktów nad Luisem Pérezem-Salą z Loli. Raphanel natomiast zdobył jedno miejsce na podium i zajął w klasyfikacji trzynaste miejsce.
W 1988, ekipę reprezentowali Volker Weidler, Alfonso de Vinuesa, Steve Kempton i Russell Spence. Sezon okazał się najgorszym w Formule 3000, gdyż ich samochód, March 88D spisywał się gorzej od samochodu Reynard 88D, którego używał zdobywca tytułu, Roberto Moreno z ekipy Bromley Motorsport. Przez cały rok, jedynie Weidler zdobył punkty – pięć punktów zdobytych przez Niemca pozwoliło na zajęcie 15. miejsca. Po sezonie 1988 zespół wycofał się z Formuły 3000, a Mike Earle postanowił, że Onyx wejdzie do Formuły 1, i w tym celu zaczął budowę zespołu.

### Formuła 1
We wrześniu 1988 Paul Shakespare wykupił udziały w zespole, dzięki czemu ekipa otrzymała znaczne wsparcie finansowe. Kierownikiem zespołu został Martin Dickson, natomiast zespół otrzymał wsparcie, w postaci sponsoringu Marlboro i spółki Moneytron, należącej do ekstrawaganckiego belgijskiego milionera, Jean-Pierre’a Van Rossema. Belg wykupił 67% udziałów należących do Sheakespare'a i w ten sposób został właścicielem Onyksa. W tym samym czasie nastąpiły zmiany – siedziba została przeniesiona z Littlehampton do Westergate House, ponadto nazwa została zmieniona na Onyx Grand Prix. Ekipa zapewniła sobie silniki Ford oraz opony Goodyear. Ponadto do zespołu dołączył Ken Anderson, który wcześniej był związany z Williamsem i Ligierem.
Projektantem samochodu dla ekipy został Alan Jenkins, wcześniej współpracujący z zespołami McLaren i Penske. Samochód ORE-1, choć wyglądał schludnie, został ukończony de facto o piątej rano w dniu prezentacji. W składzie kierowców znaleźli się Stefan Johansson, wcześniej kierowca zespołów Shadow, Spirit, Tyrrell, Toleman, Ferrari, McLaren i Ligier oraz Bertrand Gachot, kierowca wcześniej startujący m.in. w Formule 3 czy w Formule 3000. Belgijski kierowca otrzymał miejsce w zespole, dzięki wsparciu w wysokości stu milionów franków belgijskich od spółki Moneytron, kierowanej przez Van Rossema.

#### 1989
Po prezentacji samochód został szybko wysłany z lotniska Heathrow do Rio de Janeiro, gdzie na torze Autódromo Internacional Nelson Piquet odbywała się inauguracja sezonu 1989. Zgodnie z regulaminem, kierowcy Onyx musieli przebrnąć prekwalifikacje w pierwszej połowie sezonu. W nich Johansson i Gachot nie poradzili sobie, zajmując dwa ostatnie miejsca, uzyskując czasy odpowiednio 1:35.232 i 1:37.932, a do awansu do kwalifikacji wystarczył wynik 1:29.679, który uzyskał Nicola Larini z Oselli.
Drugim wyścigiem w kalendarzu było Grand Prix San Marino na obiekcie Autodromo Enzo e Dino Ferrari w Imoli. Ponownie reprezentanci brytyjskiej ekipy nie uzyskali awansu do kwalifikacji – Gachot z wynikiem 1:30.384 zajął piąte miejsce, tracąc 3,034 sekund do Stefano Modeny. Johansson został sklasyfikowany na ósmej pozycji, ze stratą 0,263 sekund do swojego kolegi zespołowego.
Po wyścigu o Grand Prix San Marino, zawodnicy przenieśli się na tor Circuit de Monaco, gdzie odbywał się wyścig o Grand Prix Monako – w sesji prekwalifikacyjnej, podobnie jak w dwóch pierwszych rundach, Belg i Szwed nie zakwalifikowali się dalej – Johansson, z wynikiem 1:27.821 był szósty, ze stratą 0,864 sekund do Modeny, natomiast Gachot mając czas 1:28.897 zajął dziewiątą pozycję.
Po wyścigu w Księstwie Monako, Formuła 1 przeniosła się do Ameryki Północnej. Kolejną rundą było Grand Prix Meksyku. W prekwalifikacjach po raz pierwszy, Johansson zakwalifikował się dalej, zajmując czwarte miejsce, z wynikiem 1:22.288. Tuż za nim znalazł się Gachot, który stracił do szwedzkiego kierowcy 0,464 sekundy. W sesji kwalifikacyjnej Szwed zajął 21. miejsce, a jego wynik wynosił 1:21.358. Był to wynik o 3,482 sekundy gorszy od zdobywcy pole position, Ayrtona Senny. Szwedzki kierowca zakończył wyścig na szesnastym okrążeniu, gdzie posłuszeństwa odmówił układ przeniesienia napędu.

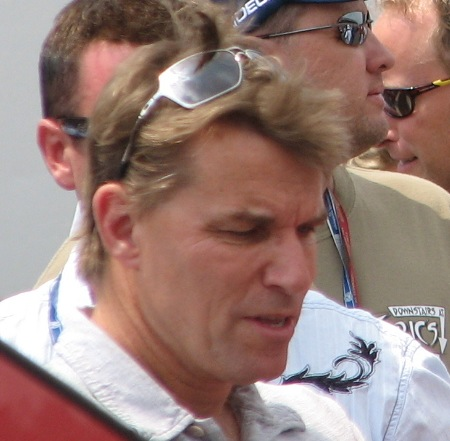
Stefan Johansson

Następny wyścig, Grand Prix Stanów Zjednoczonych na torze Phoenix Circuit, odbył się tydzień po rundzie w Meksyku. Przed wyścigiem nastąpiła zmiana kierownika zespołu – Martina Dicksona zastąpił Greg Field, który wrócił do ekipy po siedmiu latach. Przed rundą w Phoenix, właściciel zespołu, Jean-Pierre Van Rossem widziany był w towarzystwie sześciu hostess, ponadto wydał 20 milionów dolarów na zakup Gulfstream IV. Podobnie jak w poprzedniej rundzie do sesji kwalifikacyjnej zakwalifikował się Stefan Johansson. Z wynikiem 1:33.768 szwedzki kierowca znalazł się na trzeciej pozycji, natomiast Bertrand Gachot znalazł się na ostatniej, trzynastej pozycji, mając czas gorszy od zwycięzcy prekwalfikacji, Martina Brundle o 13,237 sekund. W kwalifikacjach Szwed uzyskał 19. pozycję, a wynik 1:33.370 był gorszy o 3,262 sekundy od wyniku Senny, który zdobył pole position. Na 50. okrążeniu, Johanssonowi zawiodło zawieszenie, wobec czego ponownie nie ukończył wyścigu.
Kolejny wyścig, Grand Prix Kanady, odbył się 18 czerwca na torze Circuit Gilles Villeneuve. Po raz trzeci do kwalifikacji wszedł Johansson. Szwedzki kierowca, uzyskując czas 1:24.764 zajął trzecie miejsce, a Belg, z wynikiem 1:25.952 był szósty. Stefan Johansson w kwalifikacjach uzyskał osiemnasty czas, wynoszący 1:23.979, o 3,006 sekund wolniejszy od Alaina Prosta. Szwed na 13. okrążeniu, za incydent w alei serwisowej został zdyskwalifikowany z wyścigu.
Po wyścigu w Kanadzie zespoły powróciły do Europy, uczestnicząc w Grand Prix Francji. W czasie sesji treningowej Gachot musiał skorzystać z zapasowego samochodu. W sesji prekwalifikacyjnej po raz pierwszy udało się zakwalifikować obu kierowcom Onyx – Belg zwyciężył w nich, z wynikiem 1:09.617, będąc o 0,051 sekund szybszym od Szweda. W kwalifikacjach najlepszy okazał się Gachot, który zajął jedenaste miejsce, a Johansson znalazł się dwie pozycje niżej. Wyścig na Paul Ricard zakończył się dla zespołu sukcesem – Johansson zajął piąte miejsce, z okrążeniem straty do zwycięzcy, Alaina Prosta, a Gachot mimo awarii silnika na 76. okrążeniu został sklasyfikowany na trzynastym miejscu; wcześniej belgijski kierowca miał awarię akumulatora, w momencie kiedy zajmował szóste miejsce. Dzięki punktom zdobytym przez szwedzkiego kierowcę, po wyścigu w Wielkiej Brytanii Onyx mógłby zaczynać swoje starty od kwalifikacji.
Ósmy wyścig sezonu, Grand Prix Wielkiej Brytanii, odbył się 16 lipca na torze Silverstone. Do kwalifikacji zakwalifikował się jedynie Bertrand Gachot, który zwyciężył w prekwalifikacjach z rezultatem 1:11.506, natomiast Johansson zajął piątą pozycję, z czasem o 0,742 sekundy gorszy od Belga. W kwalifikacjach Gachot zajął 21. miejsce, a jego czas wynosił 1:12.329 – był to o 3,230 sekund gorszy wynik do Ayrtona Senny. Gachot z dwoma okrążeniami straty do Alaina Prosta, ukończył wyścig na dwunastej pozycji. Ze względu na udany start ekipy Minardi, gdzie kierowcy zespołu, Pierluigi Martini i Luis Pérez-Sala, zajęli odpowiednio piąte i szóste miejsce, kierowcy Onyx musieli uczestniczyć w prekwalifikacjach do końca sezonu.
Dwa tygodnie po wyścigu w Wielkiej Brytanii kierowcy udali się na Grand Prix Niemiec na Hockenheimring. Obaj kierowcy awansowali do kwalifikacji. Tak jak we Francji, Gachot i Johansson zajęli dwa pierwsze miejsca – ich czasy wyniosły odpowiednio 1:47.283 i 1:47.700. Do wyścigu zakwalifikował się tylko Johansson, który zajął 24. pozycję ze stratą 6,048 sekund do Senny. Na ósmym okrążeniu bolid Szweda uległ przegrzaniu, i ponownie Johansson nie ukończył wyścigu.

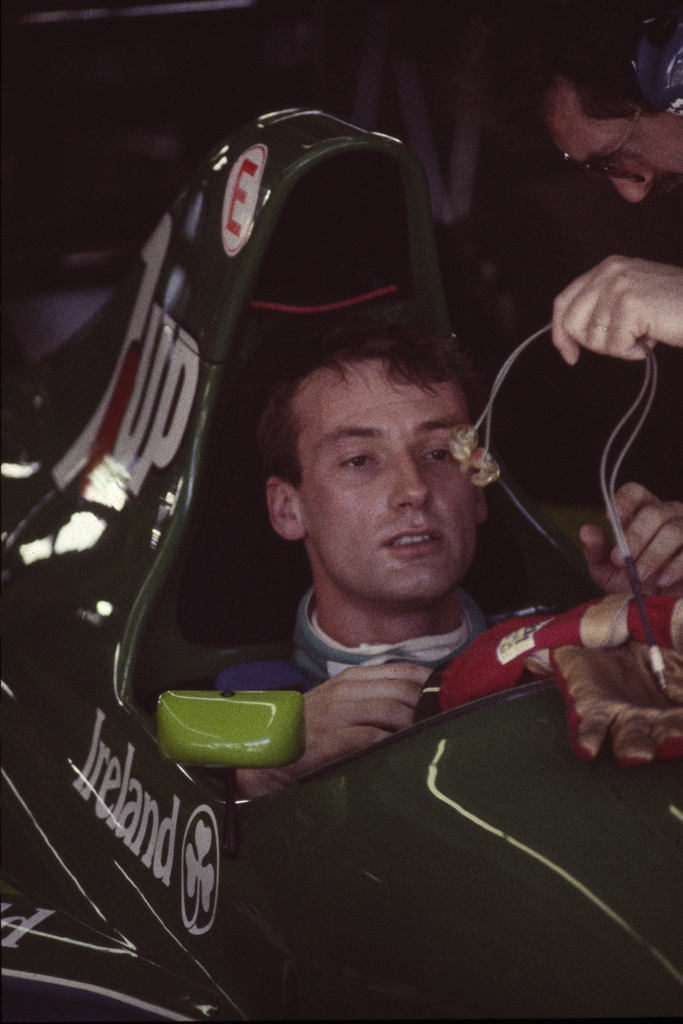
Bertrand Gachot

13 sierpnia odbyła się dziesiąta eliminacja sezonu, Grand Prix Węgier. W prekwalifikacjach najlepszym był Stefan Johansson, który wykręcił czas 1:22.836, a Gachot z czasem 1:24.412 zajął czwarte miejsce, dzięki czemu obaj kierowcy Onyksa awansowali do sesji kwalifikacyjnej. W niej, Belg i Szwed zajęli odpowiednio 21. i 24. miejsce. Nie udało im się ukończyć wyścigu, z powodu awarii skrzyni biegów.
Na następny wyścig, Grand Prix Belgii trzeba było poczekać dwa tygodnie. Sesję prekwalifikacyjną wygrał Johansson, z czasem 1:56.279, a Gachot był trzeci a jego czas wyniósł 1:57.720, i obaj kierowcy przystąpili do kwalifikacji. Tym razem najlepszym w zespole Onyx był Stefan Johansson, który zajął piętnaste miejsce z wynikiem 1:56.129, natomiast Bertrand Gachot ukończył kwalifikacje na 23. miejscu wykręcając czas 1:56.716. Szwedzki kierowca był ósmy, z okrążeniem straty do Ayrtona Senny, natomiast Belg zakończył wyścig na 21. okrążeniu, wypadając z trasy.
Po wyścigu Van Rossem narzekał, że Formuła 1 jest bardzo drogim sportem, rzekomo starał się przekonać najlepszych kierowców, aby startowali w Onyksie, także mówiąc, że wydał 40 milionów dolarów na rozwój silnika Porsche. W późniejszym czasie właściciel zespołu zagroził w belgijskiej telewizji wycofaniem się z serii wyścigowej, jeśli Porsche nie dostarczy im silników na sezon 1991.
Następnym wyścigiem było Grand Prix Włoch na torze Autodromo Nazionale di Monza. Do sesji kwalifikacyjnej zakwalifikował się Gachot, który osiągnął wynik 1:28.344, o 0,244 sekundy szybszy od Johanssona, który nie zakwalifikował się do kwalifikacji. W kwalifikacjach Belg zajął 22. miejsce, ze stratą 4,964 sekund do Senny. Belg nie ukończył wyścig, z powodu awarii chłodnicy na 38. okrążeniu.
Jak się później okazało, był to ostatni wyścig Bertranda Gachota w Onyksie – kierowca miał zastrzeżenia co do zespołu, narzekał na brak testów i wsparcia. Wyznania w prasie pojawiły się bez zgody Belga – zespół zawiesił Belga na Grand Prix Portugalii, zastępując go JJ Lehto, pomimo tego, iż zespół i właściciel wiedzieli, że kierowca nie udzielił zgody na publikację. W późniejszym czasie został on całkowicie zwolniony z zespołu.
W sesji prekwalifikacyjnej do rundy na torze Autódromo do Estoril Johansson był najszybszy z czasem 1:18.623, natomiast Lehto zajął piąte miejsce, z wynikiem gorszym od Johanssona o 2,257 sekundy. W sesji kwalifikacyjnej, Szwed zajął dwunaste miejsce, z wynikiem 1:18.105, o 2,637 sekund wolniejszy od Ayrtona Senny. W wyścigu Johansson skorzystał z kolizji Senny z Nigelem Mansellem, kończąc wyścig na trzecim miejscu. Szwed przegrał z Gerhardem Bergerem i Alainem Prostem, tracąc do Austriaka 55,325 sekund. Było to pierwsze i jedyne podium w historii startów Onyksa w Formule 1. Był to także ostatni wyścig, w którym kierowca brytyjskiego zespołu zdobył punkty.
Następnym wyścigiem w kalendarzu było Grand Prix Hiszpanii. Sesję prekwalifikacyjną przebrnął tylko Lehto, który był gorszy o 0,392 sekundy od Lariniego. W sesji kwalifikacyjnej Fin zajął siedemnastą pozycję, a wynik 1:23.243, był gorszy o 2,952 sekundy od Senny. Fiński kierowca zakończył wyścig na 20. okrążeniu, ponieważ miał awarię skrzyni biegów.
Cztery tygodnie później, odbyła się przedostatnia eliminacja, Grand Prix Japonii. Po raz pierwszy od rundy w Monako, obu kierowcom nie udało się awansować do kwalifikacji – Johansson był szósty, a Lehto dziesiąty, którzy mieli odpowiednio 0,507 i 1,712 sekundy gorsze czasy od Michele Alboreto, który awansował do sesji kwalifikacyjnej.
Ostatnia runda sezonu odbył się na torze Adelaide Street Circuit w Australii. W prekwalifikacjach wygrał Larini wykręcając czas 1:18.379, Lehto był czwarty z wynikiem 1:19.442, a Johansson był o 0.097 sek. gorszy od kolegi zespołowego. Kwalifikacje ukończył Lehto na siedemnastej pozycji, ze stratą 2,644 sekundy do Ayrtona Senny. Fin ponownie nie ukończył wyścigu, za sprawą awarii elektroniki.

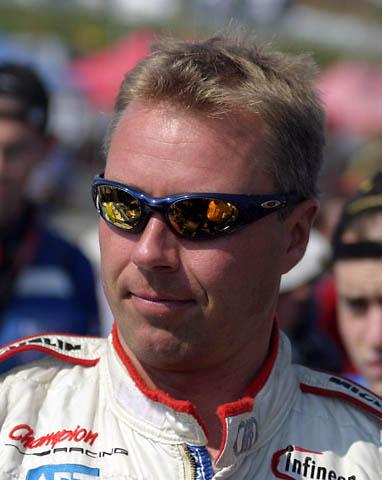
JJ Lehto

W całym sezonie Onyx zdobył sześć punktów, wszystkie zdobyte przez Stefana Johanssona. W klasyfikacji konstruktorów Onyx znalazł się na dziesiątej pozycji, a szwedzki kierowca w całym sezonie został sklasyfikowany na jedenastym miejscu. Wynik ten sprawił, że w następnym sezonie Onyx nie musiał brać udziału w sesjach prekwalifikacyjnych.

#### 1990
Przed rozpoczęciem sezonu 1990 zespół znalazł się w trudnej sytuacji finansowej. Ekstrawagancka osobowość, spory i brak zaangażowania ze strony belgijskiego milionera doprowadziły do odejścia z zespołu Earle’a i Chamberlaina, ponadto ponownie Field opuścił ekipę. Mając na uwadze nieudane próby zakupu silników Hondy i Porsche, 17 lutego 1990, Van Rossem postanowił wycofać się z zespołu, stwierdzając publicznie, że Jean-Marie Balestre ma powiązania nazistowskie. Zespół został sprzedany Middlebridge Group – japońskiej firmie inżynieryjnej, która była właścicielem zespołu Middlebridge Racing, uczestniczącego w Formule 3000, oraz ekipy Brabham, którą to nabyła po aresztowaniu dotychczasowego właściciela, Joachima Luhtiego. Niejasna była do końca sprawa kierowania obu ekip – z jednej strony Onyx miał zapewniony udział w kwalifikacjach, jednak z drugiej strony tamten zespół miał nazwisko mistrza świata, Jacka Brabhama. Konsorcjum podjęło decyzję, że będzie koordynować pracę tylko Brabhama. Nowymi kierownikami zespołu zostali Peter Rheinardt i Alan Jenkins.
Ekipę w ostateczności nabyło szwajcarskie konsorcjum, w skład którego wchodzili Peter Monteverdi, Karl Foitek i Bruno Frei. Monteverdi, właściciel przedsiębiorstwa Monteverdi, istniejącego w latach 1967-1984 skupił 50% udziałów, natomiast Foitek i Frei mieli po 25%. Następnie właściciele ponownie zaprosili do współpracy Earle’a i Chamberlaina, jednak w późniejszym czasie Jenkins został zwolniony po tym, kiedy odmówił współpracy ze współzałożycielem zespołu. W późniejszym czasie również Earle, Chamberlain, Rheinardt i wielu pracowników opuścili Onyx. Earle i Chamberlain, po opuszczeniu zespołu bezskutecznie próbowali przejąć zespół Brabham, a później Earle pracował w firmie produkującej samochody dla sułtana Brunei, Hassanala Bolkiaha. Foitek spłacił dług Goodyearowi za sezon 1989, aby firma mogła dostarczać opony w sezonie 1990. W składzie kierowców zachowano JJ Lehto, natomiast drugim kierowcą od początku sezonu miał zostać Gregor Foitek, który był synem współwłaściciela zespołu. Na dwa wyścigi Szwajcara zakontraktował Brabham, więc partnerem fińskiego kierowcy został ponownie Stefan Johansson. Na pierwsze dwa wyścigi zespół korzystał ze starego modelu, ORE-1.
Pierwszą rundą był wyścig o Grand Prix Stanów Zjednoczonych na torze w Phoenix. Kierowcy Onyx nie zakwalifikowali się do wyścigu – Johansson i Lehto zostali sklasyfikowani odpowiednio na 27. i 29. miejscu. Szwed miał stratę 4,804 sekund do zdobywcy pole position, Gerharda Bergera, natomiast Fin nie uzyskał pomiarowego okrążenia.
Dwa tygodnie po wyścigu w USA rozegrano wyścig o Grand Prix Brazylii na torze Interlagos. Tak jak w Phoenix nie udało się Szwedowi i Finowi zakwalifikować do wyścigu, kończąc sesję odpowiednio na 27. i 28. miejscu – szwedzki i fiński kierowca stracili do Senny odpowiednio 3,964 i 4,046 sekund. Po rundzie w Brazylii Johansson został zwolniony z zespołu.

Po tym, kiedy van Rossem stracił zainteresowanie, zespół został kupiony przez Szwajcara Petera Monteverdiego, wspomaganego przez ojca Gregora Foitka, Karla. Nigdy nie spotkałem się z Monteverdim, po prostu rozmawiałem z nim przez piętnaście sekund. „Kupiłem zespół, ale nie będę Ci płacił pieniędzy, czy jesteś jeszcze zainteresowany jazdą?” „No cóż, nie jestem tego pewien...” „OK, jesteś zwolniony”. Trzask. Nic dziwnego, że moje miejsce zajął Foitek, ale w sierpniu zespół upadł.

Przed wyścigiem o Grand Prix San Marino, Stefan Johansson pozwał zespół do sądu za naruszenie umowy, w późniejszym czasie także ze względów finansowych. Alan Jenkins postanowił następnie uczynić ten sam krok co szwedzki kierowca. W ten sposób chcieli oni zablokować przeniesienie siedziby zespołu do Szwajcarii, w którym Monteverdi rzekomo planował przerobienie go na eksponat w swoim muzeum, pomimo tego, że żaden z mechaników zespołu nie był tym zainteresowany. Miejsce szwedzkiego kierowcy zajął Gregor Foitek. Na tę rundę zespół przywiózł zmodyfikowany samochód oznaczony ORE-1B. Po raz pierwszy w sezonie kierowcy Onyx zakwalifikowali się do wyścigu – Szwajcar ruszał do wyścigu z 23. pozycji, a Fin z 25. pozycji, mając stratę odpowiednio 4,891 i 5,405 sekund straty do Ayrtona Senny. Wyścig Lehto ukończył na dwunastej pozycji, ze stratą dwóch okrążeń do Riccardo Patrese, natomiast Foitkowi na 20. okrążeniu odmówił posłuszeństwa silnik. W trakcie weekendu w Imoli, Johansson i Jenkins próbowali stawić czoło swojemu zespołowi, lecz Monteverdi wyrzucił ich z padoku.
27 maja odbyła się czwarta runda sezonu, Grand Prix Monako. W kwalifikacjach Foitek zajął 20., a Lehto 26. miejsce – ich czasy wyniosły 1:24.367 i 1:25.508. Na 52. okrążeniu Finowi zepsuła się skrzynia biegów i nie ukończył wyścigowi, natomiast Szwajcar do 72. okrążenia jechał na punktowanej szóstej pozycji. Właśnie na tym okrążeniu zderzył się z Érikiem Bernardem z Larrousse, wobec czego Szwajcar zakończył wyścig na siódmym miejscu.
Dwa tygodnie później odbyło się Grand Prix Kanady. Gregor Foitek i JJ Lehto zakwalifikowali się odpowiednio na 21. i 22. miejscu, uzyskując czas 1:24.397 i 1:24.425. Obaj odpadli z wyścigu za sprawą awarii jednostki napędowej – Fin na 46. okrążeniu, natomiast Szwajcar siedem okrążeń później.
24 czerwca odbyła się szósta eliminacja, Grand Prix Meksyku na torze Autódromo Hermanos Rodríguez. Obaj kierowcy Onyksa zakwalifikowali się do wyścigu – Foitek z czasem 1:21.012 był 23. a Lehto z czasem 1:21.519 zajął 26. miejsce. Szwajcar ukończył wyścig na piętnastym miejscu z dwoma okrążeniami straty do Alaina Prosta, natomiast Finowi nie udało się ponownie ukończyć wyścigu z powodu awarii silnika.
Następnym wyścigiem był wyścig o Grand Prix Francji, gdzie po raz pierwszy od rundy w Phoenix kierowcy Onyksa nie zakwalifikowali się do wyścigu – Gregor Foitek był 29. z czasem 1:08.232 a JJ Lehto 30. z czasem 1:08.467.
Tydzień po wyścigu na Paul Ricard, kierowcy udali się na Silverstone, gdzie rozgrywano Grand Prix Wielkiej Brytanii. Foitkowi i Lehto ponownie nie udało się zakwalifikować. Obaj zajęli dwa ostatnie miejsca w kwalifikacjach (Lehto był 29. a jego czas to 1:12.631, natomiast Foitek był 30. z czasem 1:13.271).
Przed wyścigiem na Hockenheim, w lipcu Monteverdi przeniósł siedzibę ekipy z Westergate do Szwajcarii, zmieniając nazwę zespołu na Monteverdi Onyx, a samochodów na Monteverdi. W kwalifikacjach do wyścigu o Grand Prix Niemiec fiński kierowca był 25. z wynikiem 1:46.857, natomiast Szwajcar 26. z wynikiem 1:47.209, mając straty odpowiednio 6,659 i 7,011 sekund straty do Senny. Lehto nie został sklasyfikowany, natomiast Foitek na 19. okrążeniu wypadł z toru, kończąc swój udział w wyścigu.
Wyścig na Hockenheim był ostatnim wyścigiem, do którego zakwalifikowali kierowcy zespołu Onyx. Zespół udał się na Grand Prix Węgier. W sesji kwalifikacyjnej kierowcy zajęli dwie ostatnie pozycje – Lehto i Foitek stracili odpowiednio 4,728 i 6,442 sekundy do zdobywcy pole position, Thierry’ego Boutsena.
Po wyścigu na Hungaroring wyszło na jaw, że ekipa ma zadłużenie wobec firmy Goodyear w wysokości 400 tysięcy funtów, ponadto okazało się, że brakowało części zamiennych, natomiast zespół, zamiast wstawić nowe wahacze zdecydował o spawaniu połamanych wahaczy – z tego powodu Karl Foitek wycofał swoje wsparcie finansowe, ostrzegając swojego syna, aby przestał prowadzić ten samochód, który jest śmiertelną pułapką. Nigel Roebuck, dziennikarz Autosportu nazwał stajnię Team Cuckoo Clock (pol. Zespół Zegaru z Kukułką). Przed wyścigiem o Grand Prix Belgii zespół, w wyniku braku wsparcia finansowego został rozwiązany.
Mimo tego, Monteverdi pragnął kontynuować starty w Formule 1 w sezonie 1991. Wybudowano samochód pomalowany w czerwone i białe barwy. Samochód ten testował JJ Lehto, jednak nigdy nie wziął udziału w wyścigu, i został wystawiony w Muzeum Monteverdi. Na podstawie tego samochodu, w 1992 zbudowano prototyp Hai 650F1, który był ostatnim modelem stworzonym przez Monteverdi.

### Reaktywacja
W styczniu 2014, Mike Earle postanowił reaktywować zespół Onyx, przy pomocy Arlington Industries Group. Zespół planował w ciągu pięciu lat startować w serii WTCC, w klasie TC1, wystawiając Forda Fiestę. Ekipa wycofała się przed rozpoczęciem sezonu, ze względu na to, że Ford odmówił im homologacji. W następnym zespół budował i opracował samochód Ford Focus ST dla ekipy Proteam Motorsport w serii TCR International Series. Kierowcy zespołu wystartowali w czterech rundach, z czego jedynie Tom Boardman został sklasyfikowany w łącznej punktacji – Brytyjczyk wywalczył jeden punkt na torze Monza, dzięki czemu znalazł się na 42. pozycji, a zespół znalazł się na czternastym miejscu. Po sezonie, Onyx sprzedał rozwój samochodu ekipie FRD Motorsports, tym samym wycofując się z serii. Mike Earle, w chwili obecnej ograniczył swoje zaangażowanie w prowadzenie działalności zespołu, prowadząc w dalszym ciągu interesy biznesowe.

## Wyniki

### Formuła 2
| Legenda oznaczeń w tabelach wyników Wyświetl szablon na nowej stronie | Legenda oznaczeń w tabelach wyników Wyświetl szablon na nowej stronie                                                                     |
| Oznaczenie                                                            | Wyjaśnienie |
| --------------------------------------------------------------------- | --- |
| Złoty                                                                 | Zwycięzca lub mistrzostwo |
| Srebrny                                                               | 2. miejsce lub wicemistrzostwo |
| Brązowy                                                               | 3. miejsce lub II wicemistrzostwo |
| Zielony                                                               | Ukończył, punktował (w klasyfikacji generalnej, gdy zdobył co najmniej jeden punkt na przestrzeni sezonu, poza trzema powyższymi opcjami) |
| Niebieski                                                             | Ukończył, nie punktował (w klasyfikacji generalnej, gdy nie zdobył co najmniej jednego punktu na przestrzeni sezonu)                      |
| Czerwony                                                              | Nie zakwalifikował się (NZ) |
| Czerwony                                                              | Nie prekwalifikował się (NPK) |
| Różowy                                                                | Nie ukończył (NU) |
| Różowy                                                                | Niesklasyfikowany (NS) (w klasyfikacji generalnej, gdy nie został sklasyfikowany w żadnym wyścigu sezonu)                                 |
| Czarny                                                                | Zdyskwalifikowany (DK) |
| Czarny                                                                | Wykluczony (WYK/EX) |
| Biały                                                                 | Nie wystartował (NW) |
| Biały                                                                 | Kontuzjowany (K/INJ) |
| Biały                                                                 | Wyścig odwołany (OD/C) |
| Bez koloru                                                            | Został wycofany (WYC/WD) |
| Bez koloru                                                            | Nie przybył (NP/DNA) |
| Bez koloru                                                            | Nie brał udziału w treningach (NT/DNP) |
| Bez koloru                                                            | Nie został zgłoszony (–) |
| Pogrubienie                                                           | Start z pole position |
| Kursywa                                                               | Najszybsze okrążenie wyścigu |
| †                                                                     | Nie ukończył, ale jego rezultat został zaliczony ze względu na przejechanie więcej niż 90% dystansu wyścigu.                              |
| *                                                                     | Sezon w trakcie |
| 1/2/3                                                                 | Punktowana pozycja w sprincie |
| Lista systemów punktacji Formuły 1                                    | |

| Sezon | Zespół                  | Samochód          | Kierowcy         | Wyniki w poszczególnych eliminacjach | Wyniki w poszczególnych eliminacjach | Wyniki w poszczególnych eliminacjach | Wyniki w poszczególnych eliminacjach | Wyniki w poszczególnych eliminacjach | Wyniki w poszczególnych eliminacjach | Wyniki w poszczególnych eliminacjach | Wyniki w poszczególnych eliminacjach | Wyniki w poszczególnych eliminacjach | Wyniki w poszczególnych eliminacjach | Wyniki w poszczególnych eliminacjach | Wyniki w poszczególnych eliminacjach | Wyniki w poszczególnych eliminacjach | Wyniki w poszczególnych eliminacjach |
| 1979  |                         |                   |                  | SIL                                  | HOC1                                 | THR                                  | NÜR                                  | VAL                                  | MUG                                  | PAU                                  | HOC2                                 | ZAN                                  | PER                                  | MIS                                  | DON                                  | Punkty                               | Pozycja                              |
| ----- | ----------------------- | ----------------- | ---------------- | ------------------------------------ | ------------------------------------ | ------------------------------------ | ------------------------------------ | ------------------------------------ | ------------------------------------ | ------------------------------------ | ------------------------------------ | ------------------------------------ | ------------------------------------ | ------------------------------------ | ------------------------------------ | ------------------------------------ | ------------------------------------ |
| 1979  | Onyx Race Engineering   | Pilbeam MP42-Hart | Patrick Nève     | NU                                   | NU                                   | NU                                   | NU                                   |                                      |                                      |                                      |                                      |                                      |                                      |                                      |                                      | 0                                    | NS                                   |
| 1980  |                         |                   |                  | THR                                  | HOC1                                 | NÜR                                  | VAL                                  | PAU                                  | SIL                                  | ZOL                                  | MUG                                  | ZAN                                  | PER                                  | MIS                                  | HOC2                                 | Punkty                               | Pozycja                              |
| 1980  | Mike Earle with March   | March 802-BMW     | Johnny Cecotto   |                                      |                                      |                                      |                                      |                                      | NU                                   | 9                                    |                                      | 15                                   |                                      |                                      |                                      | 0                                    | NS                                   |
| 1980  | Mike Earle with March   | March 802-BMW     | Riccardo Paletti |                                      |                                      |                                      |                                      |                                      |                                      |                                      | NU                                   | 14                                   |                                      | NU                                   | 8                                    | 0                                    | NS                                   |
| 1981  |                         |                   |                  | SIL                                  | HOC                                  | THR                                  | NÜR                                  | VAL                                  | MUG                                  | PAU                                  | PER                                  | SPA                                  | DON                                  | MIS                                  | MAN                                  | Punkty                               | Pozycja                              |
| 1981  | March Onyx Racing Team  | March 812-BMW     | Riccardo Paletti | 2                                    | NU                                   | 3                                    | NU                                   | 6                                    | 10                                   | NU                                   | NU                                   | 15                                   | NU                                   | NU                                   | NU                                   | 11                                   | 10                                   |
| 1983  |                         |                   |                  | SIL                                  | THR                                  | HOC                                  | NÜR                                  | VAL                                  | PAU                                  | JAR                                  | DON                                  | MIS                                  | PER                                  | ZOL                                  | MUG                                  | Punkty                               | Pozycja                              |
| 1983  | Onyx Racing Engineering | March 832-BMW     | Beppe Gabbiani   | 1                                    | 1                                    | NU                                   | 1                                    | 1                                    | NU                                   | 7                                    | NU                                   | NU                                   | 4                                    | NU                                   | 9                                    | 39                                   | 3                                    |
| 1983  | Onyx Racing Engineering | March 832-BMW     | Christian Danner | 3                                    | 13                                   | 2                                    | 3                                    | 10                                   | 5                                    | 9                                    | 5                                    | NU                                   | 7                                    | 4                                    | 10                                   | 21                                   | 5                                    |
| 1983  | Onyx Racing Engineering | March 832-BMW     | Thierry Tassin   | NU                                   | 4                                    | 6                                    | 6                                    | 4                                    | 4                                    | NW                                   |                                      |                                      |                                      | NW                                   | NW                                   | 11                                   | 8                                    |
| 1983  | Onyx Racing Engineering | March 832-BMW     | Patrick Nève     |                                      |                                      |                                      |                                      |                                      |                                      | 14                                   |                                      |                                      |                                      |                                      |                                      | 0                                    | NS                                   |
| 1983  | Onyx Racing Engineering | March 832-BMW     | Dave Scott       | NU                                   | NU                                   | NW                                   | 11                                   | NU                                   | NZ                                   | 16                                   | 6                                    | NU                                   | NU                                   | NU                                   | 5                                    | 3                                    | 18                                   |
| 1984  |                         |                   |                  | SIL                                  | THR                                  | HOC1                                 | VAL                                  | MUG                                  | PAU                                  | HOC2                                 | MIS                                  | PER                                  | DON                                  | BRH                                  |                                      | Punkty                               | Pozycja                              |
| 1984  | Onyx Racing Engineering | March 842-BMW     | Thierry Tassin   | 4                                    | 7                                    | 5                                    | 10                                   | 5                                    | NU                                   | 2                                    | 4                                    |                                      | 5                                    | 7                                    |                                      | 18                                   | 7                                    |
| 1984  | Onyx Racing Engineering | March 842-BMW     | Beppe Gabbiani   |                                      |                                      |                                      |                                      |                                      |                                      |                                      |                                      | NU                                   |                                      |                                      |                                      | 0                                    | NS                                   |
| 1984  | Onyx Racing Engineering | March 842-BMW     | Emanuele Pirro   | 6                                    | 4                                    | 4                                    | 12                                   | 4                                    | NU                                   | NU                                   | NU                                   | 6                                    | 2                                    | 6                                    |                                      | 18                                   | 6                                    |
| 1984  | Onyx Racing Engineering | March 842-BMW     | Pierre Petit     | 11                                   | NU                                   | NU                                   | NU                                   | 7                                    | 6                                    | 5                                    | 3                                    | 4                                    | NU                                   | 8                                    |                                      | 10                                   | 9                                    |
| 1984  | Onyx Racing Engineering | March 842-BMW     | Derek Bell       |                                      |                                      |                                      |                                      |                                      |                                      |                                      |                                      |                                      |                                      | 9                                    |                                      | 0                                    | NS                                   |

### Formuła 3000
| Sezon | Zespół                  | Samochód           | Kierowcy              | Wyniki w poszczególnych eliminacjach | Wyniki w poszczególnych eliminacjach | Wyniki w poszczególnych eliminacjach | Wyniki w poszczególnych eliminacjach | Wyniki w poszczególnych eliminacjach | Wyniki w poszczególnych eliminacjach | Wyniki w poszczególnych eliminacjach | Wyniki w poszczególnych eliminacjach | Wyniki w poszczególnych eliminacjach | Wyniki w poszczególnych eliminacjach | Wyniki w poszczególnych eliminacjach | Wyniki w poszczególnych eliminacjach | Wyniki w poszczególnych eliminacjach |
| 1985  |                         |                    |                       | SIL                                  | THR                                  | EST                                  | VAL                                  | PAU                                  | SPA                                  | DIJ                                  | PER                                  | ÖST                                  | ZAN                                  | DON                                  | Punkty                               | Pozycja                              |
| ----- | ----------------------- | ------------------ | --------------------- | ------------------------------------ | ------------------------------------ | ------------------------------------ | ------------------------------------ | ------------------------------------ | ------------------------------------ | ------------------------------------ | ------------------------------------ | ------------------------------------ | ------------------------------------ | ------------------------------------ | ------------------------------------ | ------------------------------------ |
| 1985  | Onyx Racing Engineering | March 85B-Cosworth | Emanuele Pirro        | 7                                    | 1                                    | 4                                    | 1                                    | 2                                    | NU                                   | NU                                   | 2                                    | 4                                    | 5                                    | NU                                   | 38                                   | 3                                    |
| 1985  | Onyx Racing Engineering | March 85B-Cosworth | Johnny Dumfries       | NU                                   | 7                                    | NU                                   | 6                                    |                                      |                                      |                                      |                                      |                                      |                                      |                                      | 1                                    | 16                                   |
| 1985  | Onyx Racing Engineering | March 85B-Cosworth | Mario Hytten          | 9                                    | 10                                   | NU                                   | NU                                   | NU                                   | NU                                   | 12                                   | 5                                    | 10                                   | NU                                   | 2                                    | 10                                   | 8                                    |
| 1986  |                         |                    |                       | SIL                                  | VAL                                  | PAU                                  | SPA                                  | IMO                                  | MUG                                  | PER                                  | ÖST                                  | BIR                                  | BUG                                  | JAR                                  | Punkty                               | Pozycja                              |
| 1986  | Onyx Racing Engineering | March 86B-Cosworth | Emanuele Pirro        | 2                                    | 3                                    | 2                                    | 19                                   | NU                                   | 6                                    | 13                                   | NU                                   | NU                                   | 1                                    | 1                                    | 32                                   | 2                                    |
| 1986  | Onyx Racing Engineering | March 86B-Cosworth | John Jones            | 20                                   | NZ                                   | 6                                    | NU                                   | NZ                                   | 12                                   | 11                                   | 14                                   | 7                                    | 15                                   | 10                                   | 1                                    | 21                                   |
| 1986  | Onyx Racing Engineering | March 86B-Cosworth | Cary Bren             | 21                                   | NZ                                   | NZ                                   | NZ                                   |                                      |                                      |                                      |                                      |                                      |                                      |                                      | 0                                    | NS                                   |
| 1986  | Onyx Racing Engineering | March 86B-Cosworth | Wayne Taylor          |                                      |                                      |                                      |                                      |                                      |                                      | NZ                                   |                                      |                                      |                                      |                                      | 0                                    | NS                                   |
| 1986  | Onyx Racing Engineering | March 86B-Cosworth | Russell Spence        |                                      |                                      |                                      |                                      |                                      |                                      |                                      | 10                                   | 6                                    | 10                                   | NU                                   | 0,5                                  | 23                                   |
| 1987  |                         |                    |                       | SIL                                  | VAL                                  | SPA                                  | PAU                                  | DON                                  | PER                                  | BRH                                  | BIR                                  | IMO                                  | BUG                                  | JAR                                  | Punkty                               | Pozycja                              |
| 1987  | Onyx Racing Engineering | March 87B-Cosworth | Stefano Modena        | 4                                    | 1                                    | NU                                   | NU                                   | 2                                    | 6                                    | 4                                    | 1                                    | 1                                    | NU                                   | 6                                    | 40                                   | 1                                    |
| 1987  | Onyx Racing Engineering | March 87B-Cosworth | Pierre-Henri Raphanel | 16                                   | 4                                    | 8                                    | NU                                   | 3                                    | NU                                   | NU                                   | NU                                   | NU                                   | 14                                   | NU                                   | 7                                    | 13                                   |
| 1988  |                         |                    |                       | JER                                  | VAL                                  | PAU                                  | SIL                                  | MON                                  | PER                                  | BRH                                  | BIR                                  | BUG                                  | ZOL                                  | DIJ                                  | Punkty                               | Pozycja                              |
| 1988  | Onyx Racing Engineering | March 88B-Cosworth | Volker Weidler        | NU                                   | 12                                   | NZ                                   | 14                                   | 9                                    | NU                                   | 6                                    | 4                                    | NW                                   | NU                                   | 6                                    | 5                                    | 15                                   |
| 1988  | Onyx Racing Engineering | March 88B-Cosworth | Alfonso de Vinuesa    | NZ                                   | NZ                                   | NZ                                   |                                      |                                      |                                      | NZ                                   | NU                                   | NZ                                   | NZ                                   | NZ                                   | 0                                    | NS                                   |
| 1988  | Onyx Racing Engineering | March 88B-Cosworth | Steve Kempton         | NW                                   |                                      |                                      |                                      |                                      |                                      | NZ                                   | 11                                   |                                      |                                      |                                      | 0                                    | NS                                   |
| 1988  | Onyx Racing Engineering | March 88B-Cosworth | Russell Spence        | NU                                   | NU                                   | NU                                   | NU                                   | NZ                                   | NW                                   | NU                                   | NU                                   | 11                                   | NZ                                   | NU                                   | 0                                    | NS                                   |

### Formuła 1
| Sezon | Konstruktor | Model        | Silnik          | Kierowcy         | Wyniki kierowców  | Wyniki kierowców | Wyniki kierowców | Wyniki kierowców | Wyniki kierowców  | Wyniki kierowców | Wyniki kierowców | Wyniki kierowców | Wyniki kierowców | Wyniki kierowców | Wyniki kierowców | Wyniki kierowców | Wyniki kierowców | Wyniki kierowców | Wyniki kierowców | Wyniki kierowców | Wyniki kierowców | Wyniki kierowców | Wyniki konstruktora | Wyniki konstruktora |
| 1989  |             |              |                 |                  | Brazylia          | San Marino       | Monako           | Meksyk           | Stany Zjednoczone | Kanada           | Francja          | Wielka Brytania  | Niemcy           | Węgry            | Belgia           | Włochy           | Portugalia       | Hiszpania        | Japonia          | Australia        | Punkty           | Pozycja          | Punkty              | Pozycja             |
| ----- | ----------- | ------------ | --------------- | ---------------- | ----------------- | ---------------- | ---------------- | ---------------- | ----------------- | ---------------- | ---------------- | ---------------- | ---------------- | ---------------- | ---------------- | ---------------- | ---------------- | ---------------- | ---------------- | ---------------- | ---------------- | ---------------- | ------------------- | ------------------- |
| 1989  | Onyx        | ORE-1        | Ford DFR 3.5 V8 | Stefan Johansson | NPK               | NPK              | NPK              | NU               | NU                | DK               | 5                | NPK              | NU               | NU               | 8                | NPK              | 3                | NPK              | NPK              | NPK              | 6                | 13               | 6                   | 10                  |
| 1989  | Onyx        | ORE-1        | Ford DFR 3.5 V8 | Bertrand Gachot  | NPK               | NPK              | NPK              | NPK              | NPK               | NPK              | 13†              | 12               | NZ               | NU               | NU               | NU               |                  |                  | NZ               | NZ               | 0                | NS               | 6                   | 10                  |
| 1989  | Onyx        | ORE-1        | Ford DFR 3.5 V8 | JJ Lehto         |                   |                  |                  |                  |                   |                  |                  |                  |                  |                  |                  |                  | NPK              | NU               | NPK              | NU               | 0                | NS               | 6                   | 10                  |
| 1990  |             |              |                 |                  | Stany Zjednoczone | Brazylia         | San Marino       | Monako           | Kanada            | Meksyk           | Francja          | Wielka Brytania  | Niemcy           | Węgry            | Belgia           | Włochy           | Portugalia       | Hiszpania        | Japonia          | Australia        | Punkty           | Pozycja          | Punkty              | Pozycja             |
| 1990  | Onyx        | ORE-1 ORE-1B | Ford DFR 3.5 V8 | Stefan Johansson | NZ                | NZ               |                  |                  |                   |                  |                  |                  |                  |                  |                  |                  |                  |                  |                  |                  | 0                | NS               | 0                   | NS                  |
| 1990  | Onyx        | ORE-1 ORE-1B | Ford DFR 3.5 V8 | Gregor Foitek    | NU                | NU               | NU               | 7†               | NU                | 15               | NZ               | NZ               |                  |                  |                  |                  |                  |                  |                  |                  | 0                | NS               | 0                   | NS                  |
| 1990  | Onyx        | ORE-1 ORE-1B | Ford DFR 3.5 V8 | JJ Lehto         | NZ                | NZ               | 12               | NU               | NU                | NU               | NZ               | NZ               |                  |                  |                  |                  |                  |                  |                  |                  | 0                | NS               | 0                   | NS                  |
| 1990  | Monteverdi  | ORE-1 ORE-1B | Ford DFR 3.5 V8 | Gregor Foitek    |                   |                  |                  |                  |                   |                  |                  |                  | NU               | NZ               |                  |                  |                  |                  |                  |                  | 0                | NS               | 0                   | NS                  |
| 1990  | Monteverdi  | ORE-1 ORE-1B | Ford DFR 3.5 V8 | JJ Lehto         |                   |                  |                  |                  |                   |                  |                  |                  | NS               | NZ               |                  |                  |                  |                  |                  |                  | 0                | NS               | 0                   | NS                  |

## Statystyki
Źródło: Wyprzedź Mnie!
| Sezon | Zespół                                                 | Konstruktor     | Zgłoszenia | GP | PKT | P. | P1 | P2 | P3 | Punkt. | PP | NO | NS | DK | NZ |
| --- | ------------------------------------------------------ | --------------- | ---------- | -- | --- | -- | -- | -- | -- | ------ | -- | -- | -- | -- | -- |
| 1989 | Moneytron Onyx Formula One                             | Onyx-Ford       | 16         | 12 | 6   | 10 | -  | -  | 1  | 2      | -  | -  | 10 | 1  | 1  |
| 1990 | Moneytron Onyx Formula One Monteverdi Onyx Formula One | Onyx-Ford       | 8          | 4  | 0   | -  | -  | -  | -  | -      | -  | -  | 6  | -  | 8  |
| 1990 | Monteverdi Onyx Formula One                            | Monteverdi-Ford | 2          | 1  | 0   | -  | -  | -  | -  | -      | -  | -  | 1  | -  | 2  |
| Razem | 2                                                      | 2               | 26         | 17 | 6   | 10 | -  | -  | 1  | 2      | -  | -  | 17 | 1  | 11 |
| Sezon | Zespół                                                 | Konstruktor     | Zgłoszenia | GP | PKT | P. | P1 | P2 | P3 | Punkt. | PP | NO | NS | DK | NZ |
| Zgłoszenia - starty wszystkich samochodów; GP - zaliczone Grand Prix; P. - pozycja końcowa; P1, P2, P3 - pozycje na podium; Punkt. - punktował; PP - pole position; NO - najszybsze okrążenia; NS - niesklasyfikowany; DK - dyskwalifikacje; NZ - nie zakwalifikował się |                                                        |                 |            |    |     |    |    |    |    |        |    |    |    |    |    |

## Podsumowanie
| Ważne wyścigi     | Ważne wyścigi                                                    |
| ----------------- | ---------------------------------------------------------------- |
| Debiut            | Grand Prix Brazylii 1989 (#1, Stefan Johansson, Bertrand Gachot) |
| Pierwsze punkty   | Grand Prix Francji 1989 (#7, Stefan Johansson)                   |
| Pierwsze podium   | Grand Prix Portugalii 1989 (#13, Stefan Johansson)               |
| Ostatni           | Grand Prix Węgier 1990 (#26, JJ Lehto, Gregor Foitek)            |
| Najwyższe pozycje |                                                                  |
| Kwalifikacje      | 11                                                               |
| Wyścig            | 3                                                                |

## Kierowcy
|     | Kierowca         | Sezony      | Starty | PP | Wygrane | MŚ | Zespół    |
| --- | ---------------- | ----------- | ------ | -- | ------- | -- | --------- |
| SWE | Stefan Johansson | 1989 – 1990 | 8      | 0  | 0       |    | fabryczny |
| BEL | Bertrand Gachot  | 1989        | 5      | 0  | 0       |    | fabryczny |
| FIN | JJ Lehto         | 1989 – 1990 | 7      | 0  | 0       |    | fabryczny |
| CHE | Gregor Foitek    | 1990        | 5      | 0  | 0       |    | fabryczny |

## Informacje techniczne
W sezonach 1989-1990 samochody zespołu Onyx były napędzane ośmiocylindrowymi silnikami Ford, a dostawcą opon był Goodyear. Na początku używany był model ORE-1, a od Grand Prix San Marino 1990 ekipa jeździła zmodyfikowanym samochodem oznaczonym ORE-1B
| Sezon | Zespół                                                 | Podwozie     | Silnik (Typ)     | Opony    |
| ----- | ------------------------------------------------------ | ------------ | ---------------- | -------- |
| 1989  | Moneytron Onyx Formula One                             | Onyx ORE-1   | Ford DFR 3,5l V8 | Goodyear |
| 1990  | Moneytron Onyx Formula One Monteverdi Onyx Formula One | Onyx ORE-1 B | Ford DFR 3,5l V8 | Goodyear |
| Razem | 2                                                      | 2            | 1                | 1        |
| Sezon | Zespół                                                 | Podwozie     | Silnik (Typ)     | Opony    |